# Inštitut za patologijo Medicinske fakultete v Ljubljani
Inštitut za patologijo je znanstveno-raziskovalni inštitut, ki deluje v okviru Medicinske fakultete Univerze v Ljubljani.
Trenutni vodja inštituta je prof. dr. Jože Pižem.